# Systellantha fruticosa
Systellantha fruticosa es la única especie del género monotípico Systellantha. Es un arbustos pertenecientes a la antigua familia  Myrsinaceae, ahora subfamilia Myrsinoideae. Es originaria de Malasia.

## Taxonomía
Systellantha fruticosa fue descrita por (B.C.Stone) B.C.Stone y publicado en Malayan Nature Journal 46(1): 21. 1992.
Sinonimia
- Tetrardisia fruticosa B.C. Stone